# Hjalmar Mörner

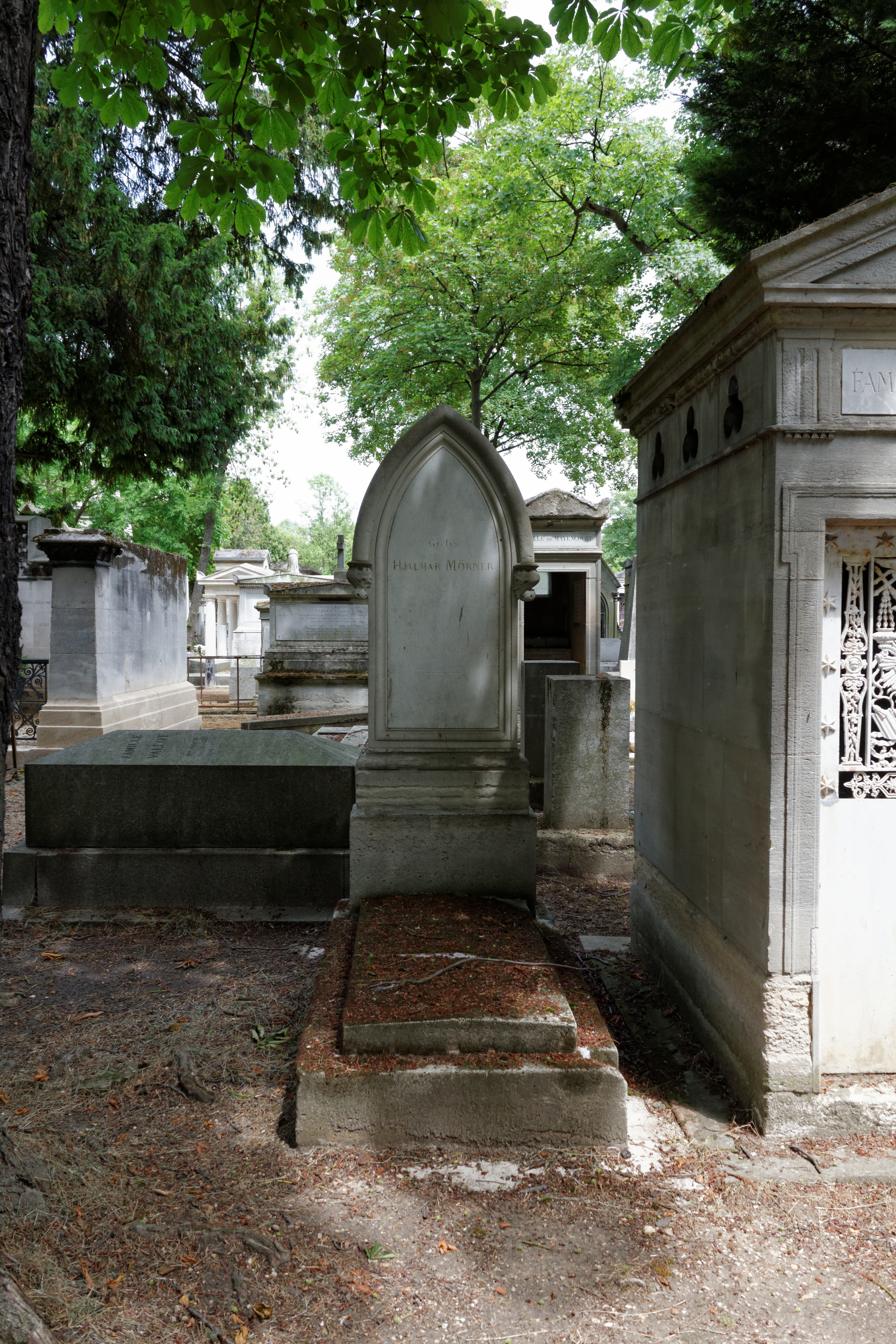
Hjalmar Mörner grav i Paris.

Carl Gustaf Hjalmar Mörner, född 7 maj 1794 i Stockholm, död 15 september 1837 i Paris, var en svensk greve, målare, tecknare och grafiker. Han var son till greve Gustaf Fredrik Mörner. Ogift.

## Biografi
Mörner ägnade sig först åt militärbanan och deltog i slagen vid Grossbeeren, Dennewitz, Leipzig och Bornhöved. I likhet med många andra officerare vid samma tid ägnade han sig åt amatörmåleri, vilket en mängd skisser från ungdomens sällskapsliv och fälttåget i Tyskland vittnar. Senare övergick han på allvar till konsten och reste 1816 över Tyskland och Frankrike till Italien, där han stannade till 1828.
Mörner försökte sig på större kompositioner med historiska eller folklivsmotiv i olja, men hade föga framgång med dessa. Till de mera kända målningarna inom denna genre hör Odins ankomst till Sverige på Rosendals slott. Sina största insatser gjorde han som tecknare och litograf. 1820 utgav han en serie romerska karnevalsbilder i konturetsning Il Carnevale di Roma, men övergick senare till litografin, som visade sig passa hans teckning bättre som Italienska kostymbilder (1825), Scénes populaires de Naples (tryckta i Neapel 1826, fransk upplaga 1828), Reseminnen från Frankrike, Tyskland och Italien (1829) samt Stockholmska scener (1830). Under en vistelse i London 1830-1836 utgav Mörner bland annat ett litografiskt album, Miscellaneous scetches of contrasts (1831). Ett planlagt arbete om fysionomier avbröts av konstnärens död i Paris.
Hjalmar Mörner är även representerad i Nationalmuseum, Göteborgs konstmuseum,
Malmö museum, Uppsala universitetsbibliotek, Lunds universitetsbibliotek, Linköpings stadsbibliotek, Litografiska museet, Östergötlands länsmuseum, Norrköpings konstmuseum, Kalmar konstmuseum samt Skoklosters slott och Örebro läns museum, Kungliga biblioteket, Nordiska museet, Kulturen, Sjöhistoriska museet, Sörmlands museum, Värmlands museum, Kalmar läns museum, Hallands konstmuseum och Postmuseum

## Verk

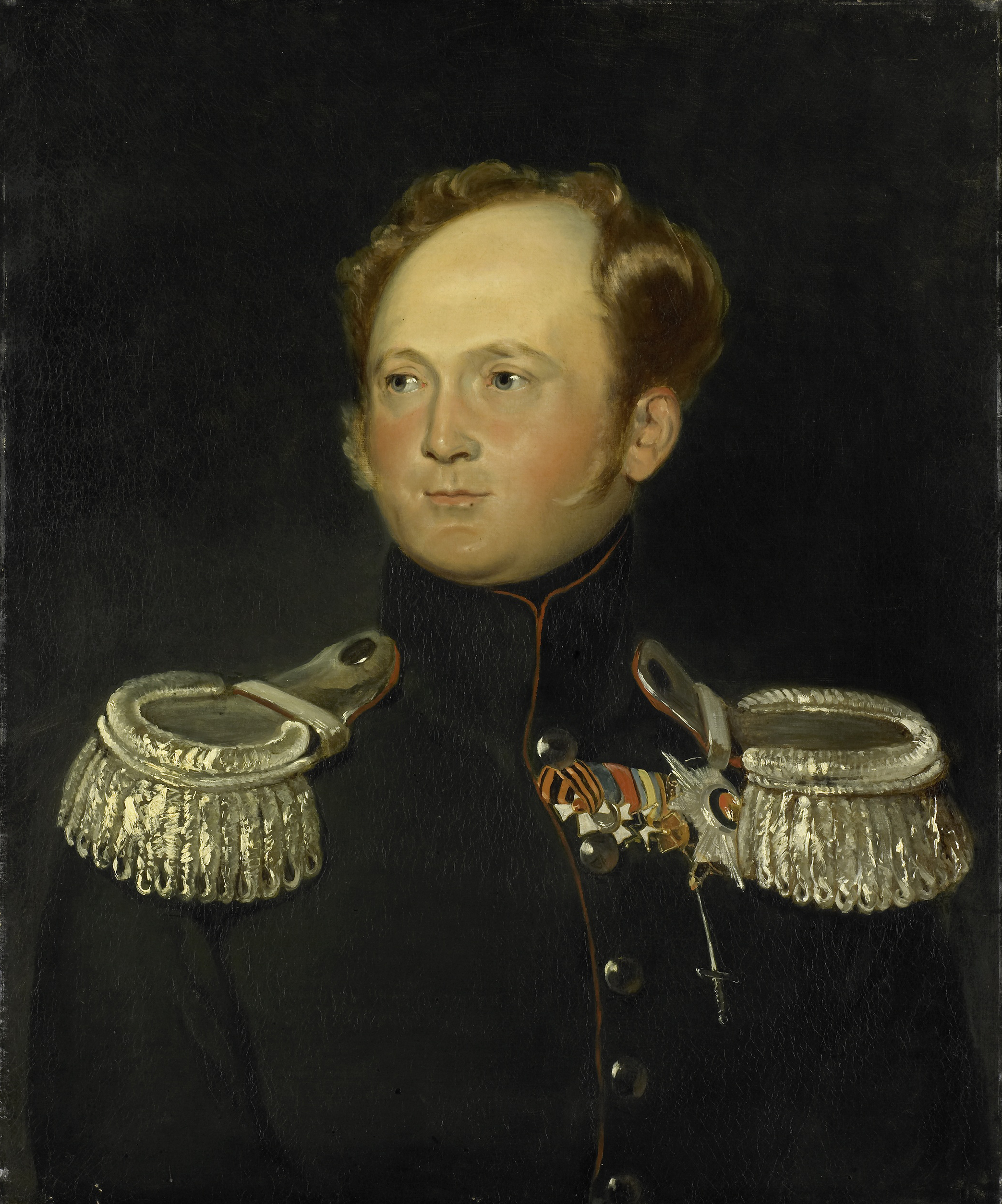
Alexander I av Ryssland.
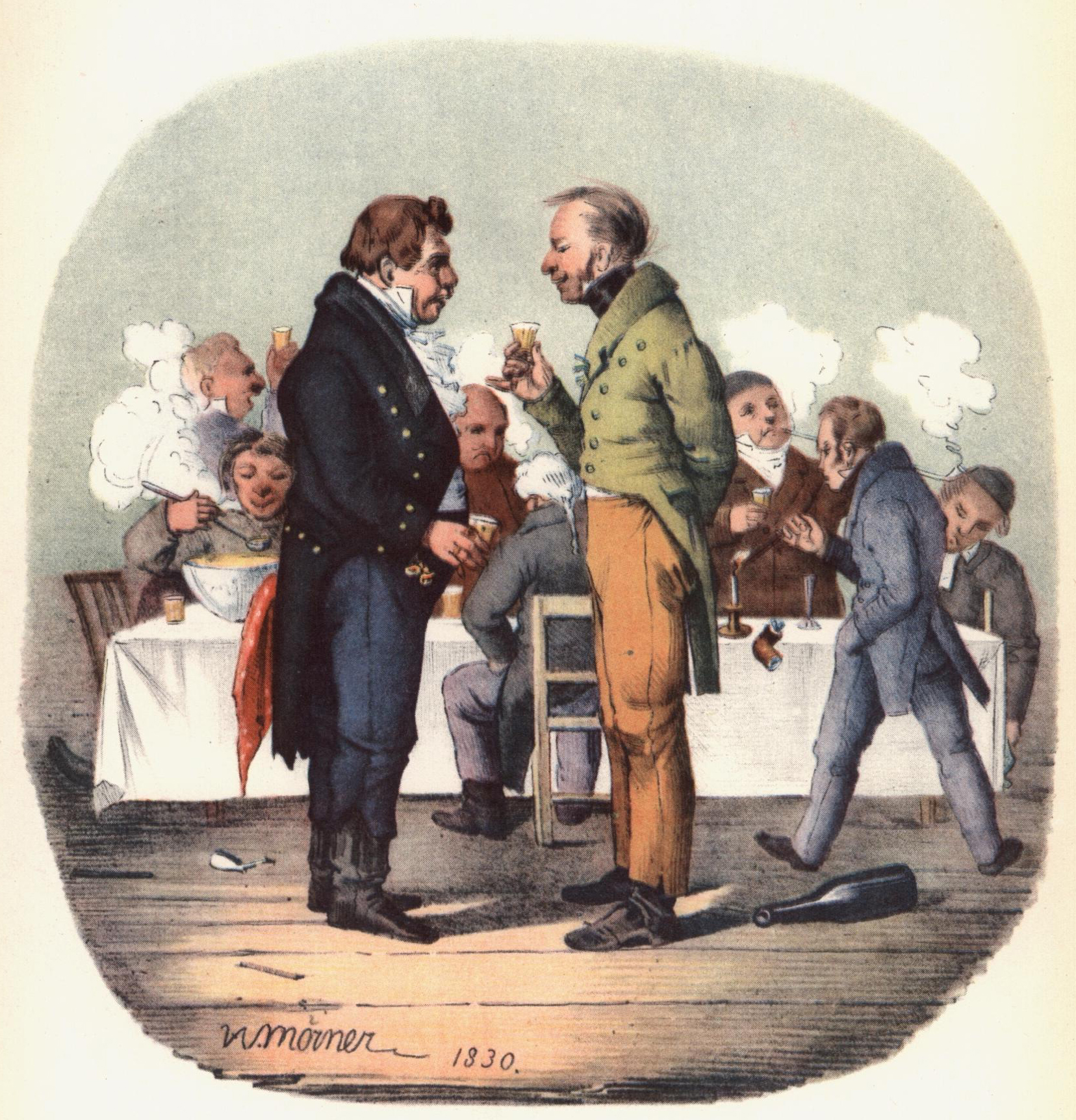
En brorsskål. Färglagd litografi ur »Stockholmsscener” (1830).